# Rosette Luyina Kiese
 (mai 2025).
Si vous disposez d'ouvrages ou d'articles de référence ou si vous connaissez des sites web de qualité traitant du thème abordé ici, merci de compléter l'article en donnant les références utiles à sa vérifiabilité et en les liant à la section « Notes et références ».
Rosette Luyina Kiese (née le 3 décembre 1989) est une athlète congolaise qui pratique le lancer du poids. Après avoir subi une amputation partielle de sa jambe droite en raison de l'explosion d'une mine terrestre, Luyina s'est mise au sport et a participé aux Jeux paralympiques d'été de 2016 à Rio de Janeiro, au Brésil.

## Carrière
Rosette Luyina Kiese a subi une amputation partielle de sa jambe droite en 2010 après avoir marché sur une mine terrestre dans le territoire de Rutshuru en République Démocratique du Congo. Elle a suivi une réhabilitation sous la direction du Comité international de la Croix-Rouge (CICR), qui lui a également fourni une prothèse. Luyina a été introduite au sport, qu'elle considère comme ayant contribué à l'aider à reprendre sa vie en main.
Luyina a été sélectionnée pour l'équipe de la République Démocratique du Congo pour les Jeux Paralympiques d'été de 2016 à Rio de Janeiro, au Brésil. Le CICR a également soutenu avec une subvention pour aider les athlètes à participer à la compétition. Entraînée par Claude Weshanga, Luyina a préparé les Paralympiques au Stade des Martyrs à Kinshasa. Elle a été nommée porte-drapeau de sa nation lors du Défilé des Nations lors de la cérémonie d'ouverture des Jeux Paralympiques d'été de 2016. Elle a concouru dans le lancer du poids féminin dans la catégorie F57. Luyina a terminé à la 10ème position sur 12 athlètes, enregistrant une distance de 4,97 mètres (196 po).